# Меллес, Карл
Карл Меллес (нем. Carl Melles, собственно Карой Меллеш, венг. Melles Károly; 15 июля 1926, Будапешт — 25 апреля 2004, Вена) — венгерско-австрийский дирижёр. Отец актрисы Суньи Меллес.
Окончил Будапештскую академию музыки (1949), после чего возглавлял симфонический оркестр в Мишкольце и будапештский хор имени Ференца Листа, работал также с Венгерским государственным симфоническим оркестром, в 1953 г. был удостоен премии имени Листа за исполнение сочинения Золтана Кодаи «Psalmus Hungaricus», приуроченное к 70-летию композитора. Преподавал в Будапештской академии музыки.
В 1957 г. эмигрировал из Венгрии, в 1966 г. получил австрийское гражданство. Сразу после эмиграции непродолжительное время руководил оркестром Люксембургского радио, затем на протяжении многих лет постоянно работал с Симфоническим оркестром Венского радио и Венской народной оперой, постоянно выступал в Театро Коммунале в Болонье, был удостоен звания почётного дирижёра Государственного оркестра Брауншвейга после исполнения в 1995 г. с этим коллективом цикла из всех симфоний Людвига ван Бетховена. В 1966 году дирижировал оперой Рихарда Вагнера «Тангейзер» на Байройтском фестивале, это исполнение было записано.